# Gensakusha
Gensakusha (原作者?) è una parola giapponese che indica lo sceneggiatore di un manga, la cui opera viene in seguito disegnata da un mangaka e non dall'autore stesso. Il compito dello gensakusha, è quello di far svolgere la storia attraverso un name, ovvero, il gensakusha disegna delle pagine con l'anteprima della storia e con l'ordine delle vignette. Naturalmente, in seguito, il disegnatore del manga può anche cambiare l'ordine delle vignette secondo il proprio gusto.

## Esempi digensakusha
Alcuni esempi di gensakusha sono:
- Buronson (Hokuto no Ken e Sōten no Ken)
- Mio Asō (Hana no Heiji)
- Shingo Nihashi (Sakon Sengoku Fūnroku)
- Tadashi Ikuta (Hyudora)
- Makoto Sakata (Kōken Ryoku o Ryōsōsakan Nakabō Rintarō)
- Katsuhiko Takahashi (Aterui The Second)
- Masami Kurumada (Saint Seiya The Lost Canvas e Saint Seiya Episode G)
- Tsugumi Ōba (Death Note e Bakuman)